# İzmir Park
İzmir Park, noto anche come Pınarbaşı Racing Circuit o İzmir Ülkü Racing Circuit, è un circuito motoristico localizzato a Smirne, in Turchia. È stato inaugurato nel 1997.
L'autodromo si estende su un'area di 245 acri. Con la sua lunghezza di 2.186 km, è la seconda pista più lunga della Turchia dopo l'Istanbul Park.
Oltre alla pista principale, che ospita gare di auto, moto e karting, ci sono altri due piccole piste di ridotte dimensioni. La struttura comprende tribune aperte o coperte, un paddock, un'area espositiva con sale di diverse dimensioni, una sala VIP, sale di formazione e una caffetteria.

## Competizioni ospitate
- Turkish Formula 3 Championship
- Turkish Touring Car Championship[2]
- Turkish Motorcycle Grand Prix[3]
- Turkish Karting Championship[4]